# 斯托延峰
72°7′S 0°12′W / 72.117°S 0.200°W
斯托延峰（德語：Storjoen），是南極洲的山峰，位於毛德皇后地的瑪塔公主海岸，屬於斯維爾德魯普山脈的一部分，根據德國探險隊拍攝的空中照片繪入地圖，現時由南極條約體系管理。